# Ourlal
Ourlal (în arabă أورلال) este o comună din provincia Biskra, Algeria.
Populația comunei este de 7.444 de locuitori (2008).